# 第一浸信会教堂 (查尔斯顿)
32°46′27″N 79°55′46″W / 32.77417°N 79.92944°W

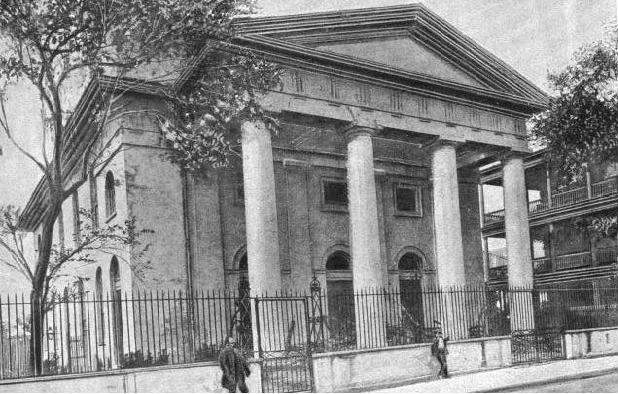
第一浸信会教堂

第一浸信会教堂（First Baptist Church）是一座历史悠久的浸信会教堂，位于查尔斯顿 (南卡罗来纳州)。该堂会由威廉·斯克里文牧师创立于1682年，是美国南方最古老的浸信会堂会之一。该堂会最初在波士顿第一浸礼会教堂的指导下，成立于缅因州的Kittery（当时属于马萨诸塞）。1696年，26名教友由于新英格兰当局的建议，追随斯克里文牧师移民到查尔斯顿。他们成立了查尔斯顿第一浸信会教堂。斯克里文牧师要求后来的牧师必须有“正统的信仰，无可指责的生活，持守1689年浸信会信仰告白”，表明该堂属于坚定的加尔文主义。第一浸信会教堂目前隶属于美南浸信会。目前的希腊复兴建筑是 由建筑师罗伯特·米尔斯设计，建于1820年。